# Corn da Mürasciola
Der Corn da Mürasciola (italienisch, diminutiv, Ableitung von mür, lateinisch murus für ‚Mauer‘) ist ein Berg östlich vom Berninapass im Kanton Graubünden in der Schweiz mit einer Höhe von 2818 m ü. M.

## Lage und Umgebung
Der Corn da Mürasciola gehört zur Gruppe Cima di Cardan, einer Untergruppe der Livigno-Alpen. Der Gipfel befindet sich vollständig auf Gemeindegebiet von Poschiavo. Der Corn da Mürasciola wird im Nordosten durch die Val Mera, im Südosten durch die Val Camp und im Westen durch die Val Laguné eingefasst. Die Täler gehören alle zum Puschlav.
Zu den Nachbargipfeln gehören der Corn da Camp im Norden, die Scima da Saoseo im Südosten, die Scima da Rügiul im Süden und der Piz Campasc im Westen.
Der am weitesten entfernte sichtbare Punkt (46° 43′ 43,2″ N, 10° 59′ 7″ O) vom Corn da Mürasciola befindet sich Richtung Osten, 590 m nordwestlich des Roteck im Südtirol und ist 76,8 km entfernt.
Auf der Südwestflanke befindet sich der I Lagh da Mürüsciola, ein Bergsee auf 2611 m.
Talort ist La Rösa. Häufiger Ausgangspunkt der Rifugio Saoseo (1986 m) .

## Routen zum Gipfel

### Sommerrouten
Die Val da Camp ist für den allgemeinen Verkehr gesperrt. Zum Rifugio Saoseo und nach Camp verkehrt im Sommer jedoch eine Postauto-Linie von Sfazù an der Berninapassstrasse. Zu Fuss sind die Ausgangsorte in 1½ Stunden erreichbar.

#### Über den Südosthang
- Ausgangspunkt: Rifugio Saoseo (1986 m)
- Via: I Lagh da Mürüsciola, Vorgipfel im Westen
- Schwierigkeit: T3
- Zeitaufwand: 2½ Stunden

#### Über den Nordwestgrat
- Ausgangspunkt: Rifugio Saoseo (1986 m)
- Via: Val Mera, Forcula da Cardan
- Schwierigkeit: T4+
- Zeitaufwand: 3 Stunden

### Winterrouten
Meistens wird nur der Vorgipfel bestiegen. Der Westgrat zum Hauptgipfel ist im Winter oft zu heikel.

#### Über den Südosthang
- Ausgangspunkt: Rifugio Saoseo (1986 m)
- Via: I Lagh da Mürüsciola
- Expositionen: S
- Schwierigkeit: WS
- Zeitaufwand: 2½ Stunden

## Bilder

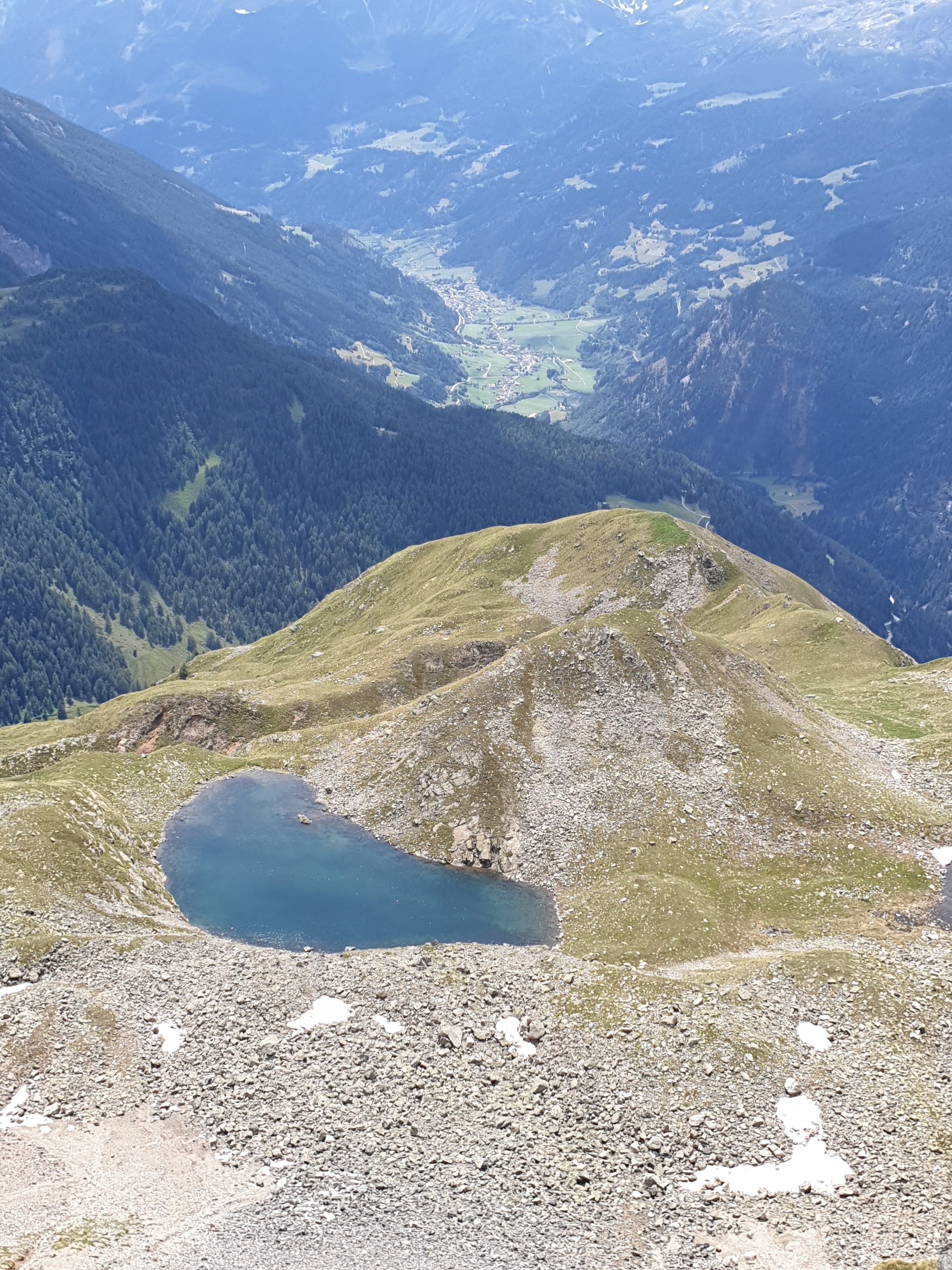
Blick hinunter zum I Lagh da Mürüsciola und das Puschlav im Hintergrund.
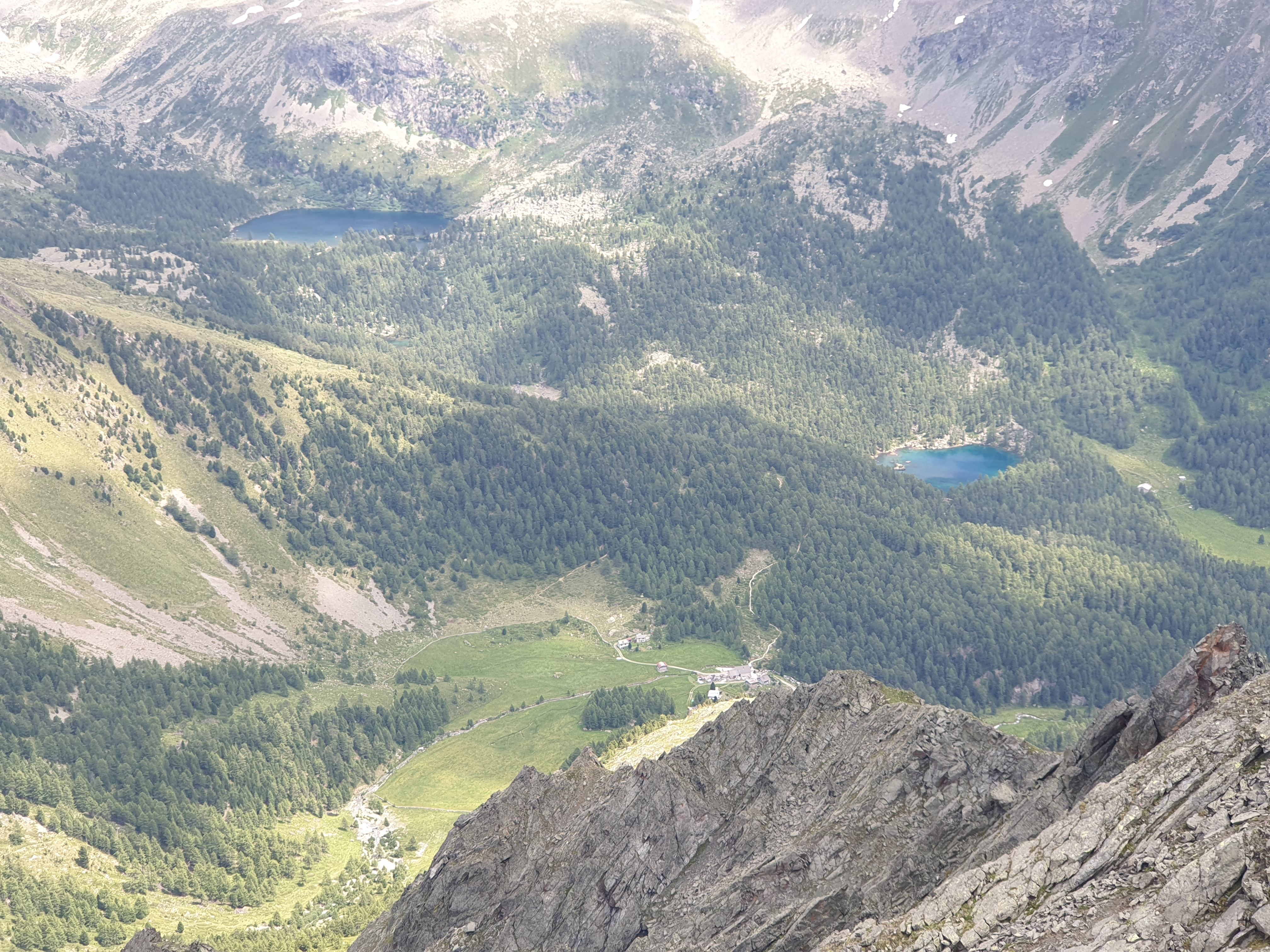
Blick zum Lagh da Saoseo (unten) und Lagh da Val Viola (oben).
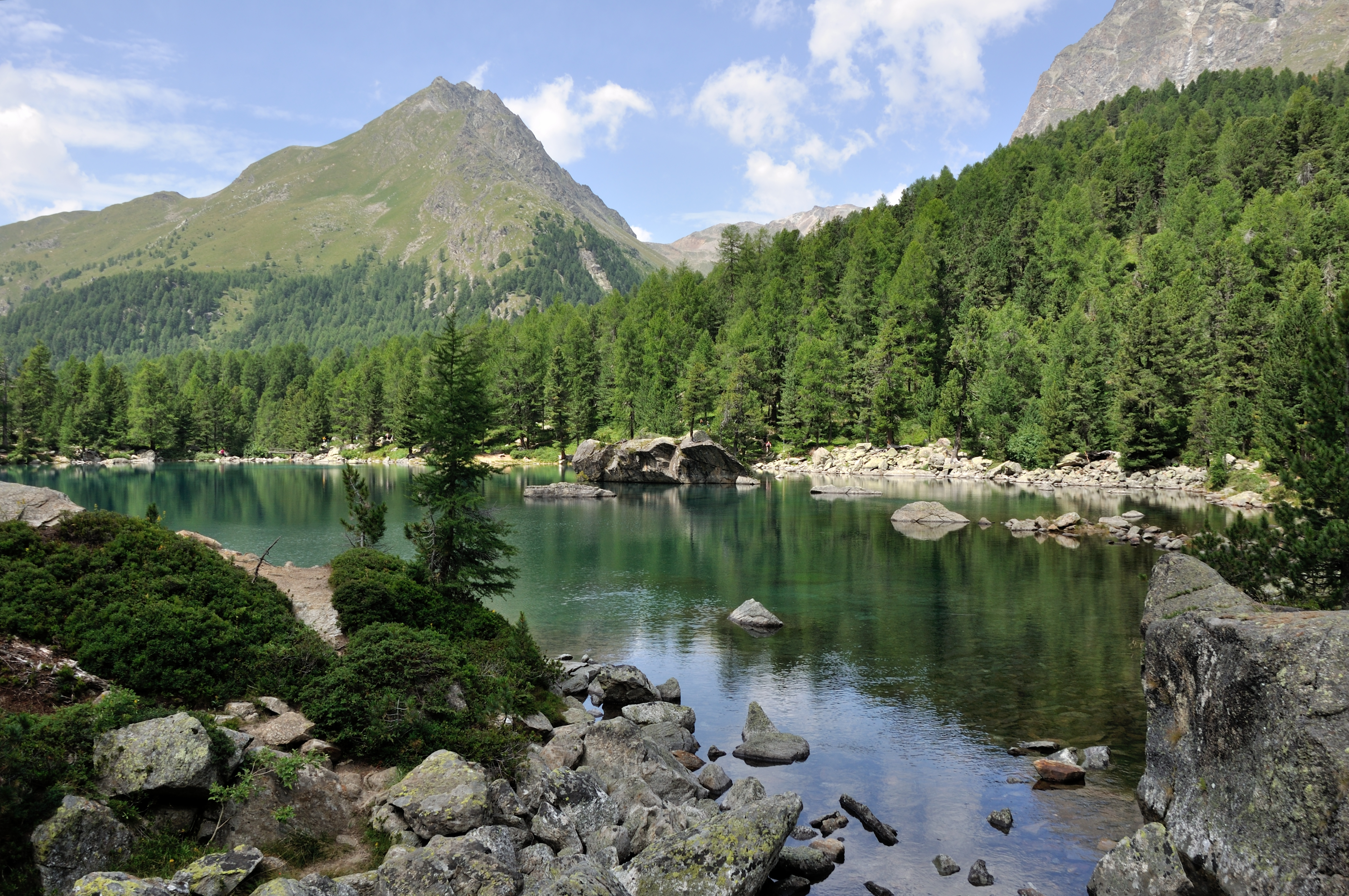
Der Corn da Mürasciola, aufgenommen vom Lagh da Saoseo.